# Waverly (Tennessee)
Waverly település az Amerikai Egyesült Államok Tennessee államában, Humphreys megyében, melynek megyeszékhelye is. Lakosainak száma 4297 fő (2020. április 1.).

## Népesség
A település népességének változása:
| Lakosok száma | 4105 | 4117 | 4297 |
|               | 2010 | 2019 | 2020 |